# SK Munkzwalm
SK Munkzwalm is een Belgische voetbalclub gelegen in de gemeente Munkzwalm in Oost-Vlaanderen. De club is bij de KBVB aangesloten met stamnummer 8287 en heeft blauw en wit als clubkleuren. Zowel de A-ploeg (1ste provinciale) als de B-ploeg (4de provinciale) speelden tot en met seizoen 2023-24 in de provinciale reeksen.

## Geschiedenis
SK Munkzwalm trad op 7 Juli 1975 toe tot de KBVB en kreeg het stamboeknummer 8287.
In 1984 werd een nieuw voetbalterrein aangelegd en een nieuwe accommodatie in gebruik genomen. Tot dan had SK Munkzwalm alleen een Eerste ploeg en een Reserveploeg. In hetzelfde jaar 1984, werd de eerste jeugdploeg opgestart. De jeugdwerking was zeer succesvol en groeide uit tot 22 jeugdploegen en bijna 300 jeugdspelers in het seizoen 2023-2024. Op een termijn van bijna 30 jaar is de jeugdwerking van 15 spelers gegroeid naar 300.

In 1994 werd de accommodatie uitgebreid met 4 nieuwe kleedkamers, een scheidsrechtslokaal, toilet, materiaalruimte en polyvalente zaal. Ook een keuken, berging en vergaderzaal werden bijgebouwd. In 2019 werd een nieuwe tribune, een ruime berging en een nieuw sanitair blok toegevoegd aan de bestaande accommodatie.
Ook sportief maakte de eerste ploeg geleidelijk progressie gedurende deze 30 jaar. In het seizoen 1986-1987 werd ze kampioen in 4de provinciale, in het seizoen 2003-2004, kampioen in 3de provinciale, en in het seizoen 2019-2020, kampioen in 2de provinciale.
Het seizoen 2023-2024 werd het meeste succesvolle in de geschiedenis van de club : Zowel het A-elftal als het B-elftal werden kampioen op de voorlaatste speeldag.

Munkzwalm A vraagt echter geen licentie aan voor Nationale, en blijft dus volgend jaar in Eerste Provinciale.

## Resultaten
| 2016-17 |  |  |  |  |  |   | 12 |  |  | Tweede Prov. O.VL. B | 38 |                                                            |
| 2017-18 |  |  |  |  |  |   | 3  |  |  | Tweede Prov. O.VL. B | 63 |                                                            |
| 2018-19 |  |  |  |  |  |   | 4  |  |  | Tweede Prov. O.VL. B | 53 |                                                            |
| 2019-20 |  |  |  |  |  |   | 1  |  |  | Tweede Prov. O.VL. B | 65 | Vroegtijdig gestopt wegens corona, kampioen                |
| 2020-21 |  |  |  |  |  | - |    |  |  | Eerste Prov. O.VL.   | -  | seizoen geschrapt wegens corona                            |
| 2021-22 |  |  |  |  |  | 3 |    |  |  | Eerste Prov. O.VL.   | 54 |                                                            |
| 2022-23 |  |  |  |  |  | 5 |    |  |  | Eerste Prov. O.VL.   | 46 |                                                            |
| 2023-24 |  |  |  |  |  | 1 |    |  |  | Eerste Prov. O.VL.   | 67 | Kampioen, maar geen licentie aangevraagd voor 3e Nationale |
| 2024-25 |  |  |  |  |  | 9 |    |  |  | Eerste Prov. O.VL.   | 37 |                                                            |
| 2025-26 |  |  |  |  |  |   |    |  |  | Eerste Prov. O.VL.   |    |                                                            |

## Bekende (oud-)spelers
- Benito Raman (1998–2002)
- Nicky Evrard (-2011)
- Jeff Callebaut (2020-2021)
- Tim Matthys (2019-2020)